# Радо, Ричард
Ричард Радо — английский математик, бежавший из нацистской Германии как еврей. Известен работами по комбинаторике. 

## Карьера
Покинул Германию, спасаясь от нацистских преследований из-за еврейского происхождения.
Прошёл собеседование в Берлине с лордом Черуэллом на получение стипендии. После того, как он получил стипендию, Радо и его жена уехали в Великобританию в 1933 году.
В 1954 году он был назначен профессором математики в Университете Рединга и работал там до выхода на пенсию в 1971 году.
Защитил две диссертации: в 1933 году в Берлинском университете и в 1935 году в Кембриджском университете.

## Вклад
- Независимо построил так называемый граф Радо — счётно-бесконечный граф, содержащий все счётно-бесконечные графы в качестве индуцированных подграфов.

- Теорема Эрдёша — Радо — обобщение теоремы Рамсея на бесконечные множества.

- Теорема Радо — ещё один теоретико-математический результат в теории Рамсея, касающийся систем линейных уравнений, доказанный Радо в его диссертации.

- Парадокс Милнера — Радо утверждает существование разбиения порядкового числа на подмножества малого порядка.

- Теорема Эрдёша — Ко — Радо даёт верхнюю границу числа множеств в семействе конечных множеств одинакового размера, которые пересекаются друг с другом.

- Последовательность Кларнера — Радо названа в честь Радо и Дэвида А. Кларнера[8].

## Признание и память
- Премия Бервика[англ.] (1972).
- Член Лондонского королевского общества (1978).